# 9092 Nanyang
9092 Nanyang (1995 VU18) là một tiểu hành tinh vành đai chính được phát hiện ngày 4 tháng 11 năm 1995 bởi Chương trình tiểu hành tinh Bắc Kinh Schmidt CCD ở Xinglong.